# Maxomys
Maxomys (Sody, 1936) è un genere di Roditori della famiglia dei Muridi.

## Etimologia
L'epiteto generico deriva dalla combinazione del nome del naturalista tedesco Max Bartels, che catturò l'olotipo della specie M.bartelsii sulla quale H.J.V.Sody descrisse il genere, e dal suffisso -mys riferito alle forme simili ai topi.

## Descrizione

### Dimensioni
Al genere Maxomys appartengono roditori di medie dimensioni, con lunghezza della testa e del corpo tra 100 e 235 mm, la lunghezza della coda tra 88 e 226 mm e un peso fino a 284 g.

### Caratteristiche craniche e dentarie
Il cranio presenta un rostro lungo ed ampio, affusolato verso l'estremità, la quale si estende oltre gli incisivi superiori, talvolta a formare un corto tubo. La scatola cranica è larga e rotonda, mentre le ossa naso-lacrimali sono grandi e rigonfie, particolarmente in Maxomys inflatus. L'area inter-orbitale è ben sviluppata, il palato è corto e provvisto di due fori incisivi corti, larghi e a forma di cuore. La bolla timpanica è piccola e globulare. Lo smalto degli incisivi è solitamente giallo-arancione.
Sono caratterizzati dalla seguente formula dentaria:

### Aspetto
La pelliccia è corta, soffice e densa, spesso cosparsa di peli spinosi. La coda è solitamente più corta della testa e del corpo ed è ricoperta fittamente di scaglie. I piedi sono lunghi e snelli, con le superfici plantari prive di peli e con 5-6 cuscinetti ben sviluppati, talvolta con il più esterno rudimentale. Le femmine hanno 6-8 paia di mammelle.

## Distribuzione
Questo genere è diffuso nell'Ecozona orientale.

## Tassonomia
Il genere comprende 19 specie.
- Le femmine hanno un paio di mammelle pettorali, uno post-ascellari e due paia inguinali.

Maxomys alticola
Maxomys baeodon
Maxomys hellwaldii
Maxomys hylomyoides
Maxomys inas
Maxomys moi
Maxomys musschenbroekii
Maxomys ochraceiventer
Maxomys pagensis
Maxomys panglima
Maxomys rajah
Maxomys surifer
Maxomys tajuddinii
Maxomys tompotika
Maxomys wattsi
Maxomys whiteheadi
- Le femmine hanno un paio di mammelle pettorali e due paia inguinali.

Maxomys bartelsii
Maxomys dollmani
Maxomys inflatus